# McClelland's
McClelland's Single Malts zijn een aantal Schotse single malt whiskies, die worden geproduceerd door Morrison Bowmore. McClelland's is een goedkope whisky, die een fractie kost van de meeste andere single malts.
McClelland's is geen distilleerderij: het bedrijf bottelt de whisky van moederbedrijf Morrison Bowmore Distillers en andere merken. Onder de naam McClelland worden dan ook vertegenwoordigers van diverse whiskyregio's op de markt gebracht.
De whisky van McClellan kenmerkt zich door een wat harde smaak, waar de jonge leeftijd aan bijdraagt. Op het etiket van de flessen wordt noch de leeftijd, noch de distilleerderij vermeld. Dit geeft gerenommeerde distilleerderijen de mogelijkheid een goedkope whisky op de markt te zetten, zonder het risico van aantasting van het eigen merk.

## Whisky's
- McClelland's Highland
- McClelland's Islay
- McClelland's Lowland
- McClelland's Speyside
- McClelland's Speyside 12 Years Old